# سون سیز
سون سیز (انگلیسی: Seven Seas) شرکت مراقبت سلامت بریتانیایی است، که در سال ۱۹۳۵ تأسیس شد.